# Luka Dukarić
Luka Dukarić nació el 9 de septiembre de 1986, en Liubliana, Eslovenia. Comenzó sus estudios musicales a la edad de ocho años, en la Escuela Musical Liubliana-Polje. Después de terminar esta escuela, él siguió estudiando, en primer lugar en la secundaria y en la Ballet School Musical en Liubliana y luego en la Academia de Música. 
Durante sus estudios, Luka ganó una medalla de oro en 2000 y de 2003 en unas competiciones regionales, una placa de bronce en 2000 y una placa de oro en 2003, también fue el segundo finalista en el concurso nacional de violín. En el concurso internacional para jóvenes violinistas en Nova Gorica, Eslovenia, en 2001, ganó un premio. 
Durante tres años, fue miembro de la Joven Orquesta Sinfónica Internacional de Músicos y tocó en muchos países europeos. En 2006, se convirtió en miembro de la orquesta internacional Animato Academia. Luka tocó en el 51 Festival de verano se celebró en el castillo de Liubliana en 2003.
En 2009 representó a Eslovenia como miembro de la banda Quartissimo con la solista Martina Majerle, interpretando la canción Love Symphony.